# Matrimonio igualitario en Mauricio
Mauricio no reconoce el matrimonio igualitario ni las uniones civiles, a pesar de no estar prohibido por su Código Civil. En 2023, el Tribunal Supremo declaró que la orientación sexual estaba protegida por la Constitución, mas no se pronunció sobre si esta protección constitucional implica el derecho al matrimonio para parejas del mismo sexo.

## Historia legal

### Antecedentes
Las relaciones sexuales entre personas del mismo sexo estaban prohibidas en Mauricio por una ley de la época colonial. Esta ley estipulaba una pena de cinco años de prisión por relaciones sexuales consentidas y privadas entre personas del mismo sexo. Aunque generalmente no se aplicaba, ocasionalmente se denunciaban casos a la policía, generando temor dentro de la comunidad LGBT. Esta ley fue declarada inconstitucional por el Tribunal Supremo en octubre de 2023.
Mauricio cuenta con leyes que prohíben la discriminación por orientación sexual, y la sociedad mauriciana es, en general, más abierta y tolerante que en muchos otros países de África, lo que la ha consolidado como uno de los más «amigables con las personas LGBT» del continente. Sin embargo, las personas LGBT continúan denunciando situaciones de discriminación y abuso, en particular por parte de familiares. También se han documentado casos de personas LGBT forzadas a contraer matrimonios «correctivos» con personas del sexo opuesto.

### Restricciones
El matrimonio en Mauricio se rige por el Código Civil. Este código no prohíbe expresamente los matrimonios entre personas del mismo sexo ni contiene una definición de matrimonio. Sin embargo, generalmente se refiere a los cónyuges casados como «hombre» y «mujer». La Ley del Estado Civil de 1981 estipula los requisitos y el proceso de solicitud para las parejas que deseen contraer matrimonio, ya sea por vía civil o religiosa. Al igual que el Código Civil, no define el matrimonio ni prohíbe expresamente las uniones del mismo sexo.
Las uniones civiles, tampoco están reconocidas, por lo que las parejas del mismo sexo no gozan de derechos ni protecciones legales asociadas al matrimonio, como la protección contra la violencia doméstica, el derecho a adopción, beneficios fiscales o derechos de herencia. Además, una pareja del mismo sexo compuesta por un ciudadano mauriciano y un extranjero, casados legalmente en otro país donde se permite el matrimonio igualitario, no tienen los mismos derechos que una pareja heterosexual, como el derecho del cónyuge extranjero a obtener un permiso de residencia.
En 2016, la Comisión de Reforma Legislativa anunció que estaba estudiando un caso para legalizar el matrimonio igualitario. El Tribunal Supremo dictaminó en 2023, en el caso Ah Seek contra el Estado de Mauricio, que la categoría «sexo» incluye la orientación sexual. Sin embargo, el tribunal no se pronunció sobre si esta protección constitucional implica el derecho al matrimonio para parejas del mismo sexo. Ese mismo año, activistas anunciaron que continuarían luchando por cambios sociales y legales en favor de las personas LGBT, incluyendo la igualdad matrimonial.

## Opinión pública
Una encuestra de 2024 realizada por The Other Foundation determinó que el 37% apoyaba al matrimonio igualitario, un 13% tenía una posición neutral y el 50% se oponía.

### Religión
La sede en Mauricio de la Iglesia católica se opone al matrimonio igualitario y prohíbe a sus sacerdotes oficiar tales uniones. Sin embargo, en diciembre de 2023, la Santa Sede publicó Fiducia supplicans, una declaración que permite a los sacerdotes católicos bendecir a parejas no consideradas casadas según la doctrina de la Iglesia, incluidas las parejas del mismo sexo.